# Чемпионат мира по академической гребле 1983
13-й чемпионат мира по академической гребле прошёл с 1 по 4 сентября на гребной канале «Ведау» в Дуйсбурге (ФРГ).

## Медалисты

### Мужчины
| Дисциплина                | Золото | Золото  | Серебро | Серебро | Бронза | Бронза  |
| ------------------------- | --- | ------- | --- | ------- | --- | ------- |
| Одиночки M1x              | Петер-Михаэль Кольбе ФРГ | 6:49,88 | Уве Мунд ГДР | 6:51,70 | Кристофер Вуд США | 6:54,30 |
| Двойки парные M2x         | ГДР · Томас Ланге · Уве Хеппнер | 6:20,17 | Норвегия · Рольф Торсен · Альф Хансен | 6:23,43 | ФРГ Андреас Шмельц Георг Агрикола | 6:23,63 |
| Двойки без рулевых M2-    | ГДР · Карл Эртель · Ульф Зауэрбрай | 6:35,85 | СССР · Виктор Переверзев · Геннадий Крючкин | 6:37,92 | Норвегия · Ханс Грепперуд · Сверре Лёкен | 6:39,72 |
| Двойки с рулевыми M2+     | ГДР · Томас Грайнер · Ульрих Диснер · Андреас Грегор (рул) | 6:49,75 | СССР · Стасис Нарушайтис · Игорь Майстренко · Пётр Петринич (рул)                                                                                      | 6:53,23 | Италия · Кармине Аббаньяле · Джузеппе Аббаньяле · Джузеппе Ди Капуа (рул)                                                                                   | 6:55,45 |
| Четвёрки парные M4x       | ФРГ Альберт Хеддерих Раймунд Хёрман Дитер Виденман Михаэль Дюрш | 5:45,97 | ГДР · Карл-Хайнц Бусерт · Мартин Винтер · Рюдигер Райхе · Йоахим Драйфке                                                                               | 5:47,87 | Италия · Пьеро Поли · Ренато Гаэта · Антонио дель Аквила · Стефано Лари                                                                                     | 5:49,79 |
| Четвёрки без рулевых M4-  | ФРГ Норберт Кесслау Фолькер Грабов Йёрг Путтлиц Гидо Грабов | 5:57,02 | СССР · Николай Пименов · Александр Кулагин · Юрий Пименов · Жоржс Тикмерс                                                                              | 5:57,39 | Швеция · Андерс Вилготсон · Ханс Свенссон · Ларс-Оке Линдквист · Андерс Ларсон                                                                              | 6:01,54 |
| Четвёрки с рулевыми M4+   | Новая Зеландия · Конрад Робертсон · Грегори Джонстон · Кит Траск · Лесли О’Коннелл · Бретт Холлистер (рул)                                                          | 6:13,89 | ГДР · Дитмар Шиллер · Йёрг Фридрих · Бернд Низекке · Бернд Айхвурцель · Клаус-Дитер Людвиг (рул)                                                       | 6:16,29 | СССР · Сергей Фролов · Йонас Пинскус · Йонас Нармонтас · Сергей Сёмин · Владимир Нижегородов (рул)                                                          | 6:16,98 |
| Восьмёрки M8+             | Новая Зеландия · Майкл Стэнли · Эндрю Стивенсон · Дэвид Роджер · Роджер Парсонс · Кристофер Уайт · Барри Мабботт · Джордж Кейс · Найджел Аверфолд · Эндрю Хей (рул) | 5:34,39 | ГДР · Клаус Бюттнер · Уве Гаш · Герхард Ибелер · Карстен Шмелинг · Ральф Брудель · Харальд Ерлинг · Юрген Зайфарт · Бернд Хёинг · Хендрик Райхер (рул) | 5:35,94 | Австралия · Сэмюэл Паттен · Брюс Кейнс · Иан Эдмундс · Дэвид Дойл · Джеймс Баттерсби · Тимоти Уиллоби · Ион Попа · Джон Куигли · Гэвин Тредголд (рул)       | 5:38,04 |
| Лёгкий вес                | |         | |         | |         |
| Одиночки LM1x             | Бьярне Эльтанг Дания | 7:07,35 | Джон Мелвин Великобритания | 7:09,84 | Герд Науйокс ФРГ | 7:10,08 |
| Двойки парные LM2x        | Италия · Франческо Эспозито · Руджеро Веррока | 6:25,42 | Франция · Люк Криспон · Тьерри Рено | 6:30,73 | Швейцария Ролан Россе Пий Зроц | 6:31,92 |
| Четвёрки без рулевых LM4- | Испания · Альберто Молина · Луис Морено · Хосе де Марко · Хуан Алтуна                                                                                               | 6:16,47 | Великобритания · Кристофер Бейтс · Карл Смит · Иэн Уилсон · Стюарт Форбс                                                                               | 6:19,13 | Дания · Ричар Биллер · Микаэль Дьервиг · Вагн Нильсен · Карстен Кобернагель                                                                                 | 6:19,48 |
| Восьмёрки LM8+            | Испания · Алехандро Мойя · Хосе Каньете · Эулохио Хенова · Карлос Муньеса · Хосе Креспо · Энрике Брионес · Виктор Льоренте · Бенито Элисальде · Хосе Рохи (рул)     | 5:45,05 | Австралия · Брайан Дигби · Пол Харви · Грег Разик · Ричард Хей · Питер Энтони · Брюс Хаус · Иэн Джордан · Стивен Спарлинг · Грэм Барнс (рул)           | 5:46,75 | Дания · Микаэль Эсперсен · Ким Хагстед · Ивар Мёльгор · Лейф Якобсен · Сёрен Ханссон · Флемминг Йенсен · Ян Кристенсен · Бент Франссон · Хенрик Крусе (рул) | 5:46,86 |

### Женщины
| Дисциплина             | Золото | Золото  | Серебро | Серебро | Бронза | Бронза  |
| ---------------------- | --- | ------- | --- | ------- | --- | ------- |
| Одиночки W1x           | Ютта Хампе ГДР | 3:36,51 | Ирина Фетисова СССР | 3:37,79 | Вирджиния Гилдер США | 3:39,05 |
| Двойки парные W2x      | ГДР · Ютта Шенк · Мартина Шрётер | 3:13,44 | СССР · Елена Братишко · Антонина Думчева | 3:14,28 | Румыния · Марьоара Чобану · Элисабета Оленюк | 3:15,45 |
| Двойки распашные W2-   | ГДР · Марита Гаш · Сильвия Фрёлих | 3:26,68 | Румыния · Родика Арба · Елена Хорват | 3:32,13 | Канада · Патриша Смит · Элизабет Крейг | 3:33,52 |
| Четвёрки парные W4x+   | СССР · Татьяна Башкатова · Ольга Каспина · Елена Хлопцева · Лариса Попова · Мария Земскова (рул)                                                                          | 3:02,48 | ГДР · Керстин Кирст · Керстин Пилот · Корнелия Линзе · Сильвия Швабе · Андреа Рост (рул)                                                                            | 3:04,51 | Болгария · Стефка Мадина · Теодора Лазарова · Маргарита Добчева · Виолета Нинова · Грета Георгиева (рул)                                                      | 3:10,69 |
| Четвёрки распашные W4+ | ГДР · Клаудия Ноак · Ирис Рудольф · Зигрид Андерс · Карола Мизелер · Карола Рихтер (рул)                                                                                  | 3:11,18 | Румыния · Флорика Лаврик · Мария Фричою · Кира Апостол · Ольга Буларда · Вьорика Вереш (рул)                                                                        | 3:14,11 | СССР · Феодосия Калейникова · Валентина Семёнова · Светлана Семёнова · Ангеле Куликаускайте · Нина Черемисина (рул)                                           | 3:14,36 |
| Восьмёрки W8+          | СССР · Сармите Стоне · Лидия Аверьянова · Людмила Коноплёва · Марина Студнева · Нина Уманец · Елена Терёшина · Наталья Яценко · Елена Макушкина · Валентина Хохлова (рул) | 2:56,22 | США · Кристен Торснесс · Патрисия Спратлин · Ширил О’Стин · Кэри Грейвз · Кэрол Бауэр · Кристин Норелиус · Джанет Харвилл · Харриет Меткалф · Валери Макклейн (рул) | 2:58,14 | ГДР · Зузанне Хайнике · Виола Кестлер · Аннекатрин Яге · Карин Метце · Штефани Гётцельт · Карола Лихай · Забине Портиус · Рамона Хайн · Кирстен Штробах (рул) | 2:59,06 |

## Командный зачёт
| Место | Страна         | Золото | Серебро | Бронза | Всего |
| ----- | -------------- | ------ | ------- | ------ | ----- |
| 1     | ГДР            | 7      | 5       | 1      | 13    |
| 2     | ФРГ            | 3      | 0       | 2      | 5     |
| 3     | СССР           | 2      | 5       | 2      | 9     |
| 4     | Испания        | 2      | 0       | 0      | 2     |
| 4     | Новая Зеландия | 2      | 0       | 0      | 2     |
| 6     | Дания          | 1      | 0       | 2      | 3     |
| 6     | Италия         | 1      | 0       | 2      | 3     |
| 8     | Румыния        | 0      | 2       | 1      | 3     |
| 9     | Великобритания | 0      | 2       | 0      | 2     |
| 10    | США            | 0      | 1       | 2      | 3     |
| 11    | Австралия      | 0      | 1       | 1      | 2     |
| 11    | Норвегия       | 0      | 1       | 1      | 2     |
| 13    | Франция        | 0      | 1       | 0      | 1     |
| 14    | Болгария       | 0      | 0       | 1      | 1     |
| 14    | Канада         | 0      | 0       | 1      | 1     |
| 14    | Швейцария      | 0      | 0       | 1      | 1     |
| 14    | Швеция         | 0      | 0       | 1      | 1     |
| Всего | Всего          | 18     | 18      | 18     | 54    |

 Страна — хозяйка соревнований